# 里中まりあ
里中 まりあ（さとなか まりあ、1977年12月15日 - 1999年3月22日）は、日本のAV女優。大阪府出身。

## 人物
女優のプロフィールでは1977年7月7日生まれ、身長は158センチメートル、スリーサイズは83、57、86。
大阪のホストに入れ揚げて17歳でストリッパー「里中まみ」としてデビューした。のちに「里中まりあ」としてアダルトビデオに出演した。
1999年3月22日夜に大阪市天王寺区のラブホテル「ニューヨーク」の客室で、顔を正面から拳銃で1発撃たれて射殺される。4月17日に大阪府警天王寺署捜査本部は暴力団組員で50歳の男を殺人容疑で逮捕した。男は銃刀法違反や覚醒剤取締法違反と合わせて懲役17年の実刑に処された。

## 作品
3作品とも、メーカーはKUKI、レーベルはVINI、監督は松田コージ
- 『恥めまして!!』(1997年3月29日、JF420)
- 『奥までびしょ濡れ』(1997年4月18日、JF421)
- 『リアルFUCK!!』(1997年5月24日、JF426)